# Kiro Gligorov
Kiro Gligorov (em macedônio/macedónio: Киро Глигоров; Štip, 3 de maio de 1917 – Escópia, 1 de janeiro de 2012) foi um estadista, economista e político macedônio que serviu como o 1° Presidente da República da Macedônia (hoje Macedônia do Norte) de 1991 a 1999. Ele nasceu e foi criado em Štip, onde também foi educado. Ele continuou seus estudos em Skopje e se formou em direito em Belgrado. Durante a Segunda Guerra Mundial, na Macedônia Iugoslava, ele trabalhou como advogado e participou da resistência partisan. No final da guerra, ele era um organizador da Assembleia Antifascista para a Libertação Nacional da Macedônia, a antecessora da República Socialista da Macedônia como um estado federal iugoslavo.
Após a guerra, ele serviu em vários cargos na Iugoslávia. Durante décadas, ele foi um alto funcionário e economista. Antes da dissolução da Iugoslávia, Gligorov foi conselheiro do plano de reforma de mercado de Ante Marković. Mais tarde, Gligorov desempenhou um papel fundamental na secessão pacífica da Macedônia da Iugoslávia e seu reconhecimento internacional. Em 1995, ele sobreviveu a uma tentativa de assassinato, cujos autores não foram encontrados. Pelo seu papel na sua independência e desenvolvimento político, os investigadores internacionais e o público macedônio consideram-no o pai do estado macedônio.   

## Biografia

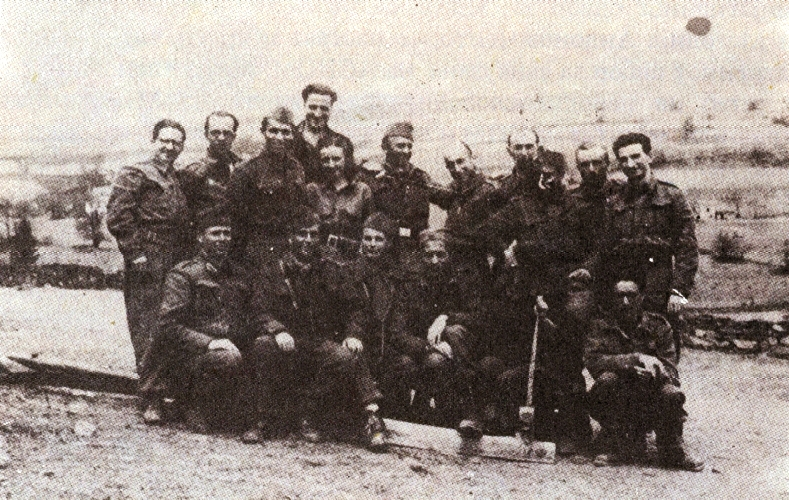
Gligorov (canto superior direito) com outros membros do Estado-Maior dos Partisans da Macedônia em Kozjak, c. 1944

Kiro Gligorov [b] nasceu em Štip em 3 de maio de 1917,   na zona de ocupação búlgara do Reino da Sérvia (hoje Macedônia do Norte) durante a Primeira Guerra Mundial,  onde recebeu sua educação inicial. Segundo a fonte de notícias Novinite, seu pai era artesão e sua mãe dona de casa.  Gligorov concluiu o ensino secundário em Skopje e mais tarde formou-se na Faculdade de Direito da Universidade de Belgrado.   Antes da Segunda Guerra Mundial, ele participou do movimento estudantil comunista macedônio.  Aos vinte anos, foi preso pelas autoridades reais iugoslavas pela sua oposição política ao Reino da Iugoslávia, mas foi libertado posteriormente. 
Após a derrota da Iugoslávia pelas forças do Eixo em 1941, Gligorov retornou a Skopje (então anexada pela Bulgária), onde trabalhou como advogado até 1943. Em 1942, Gligorov foi preso pela polícia búlgara sob a acusação de ser um comunista pró-sérvio.  Ele foi libertado por ordem do prefeito de Skopje, Spiro Kitinchev, que garantiu que ele era um cidadão búlgaro confiável, de origem étnica búlgara.  Durante a Segunda Guerra Mundial na Macedônia Iugoslava, ele se juntou aos guerrilheiros e participou da resistência.   Em 1943, tornou-se membro do Comitê de Ação de Libertação Nacional (ANOK), um grupo do Partido Comunista da Macedônia que defendia uma Macedônia Unida.   Juntamente com outros ativistas comunistas e ativistas do grupo, ele viu a Questão Macedônia como uma questão pan-Balcânica e a sua solução na criação de uma Federação Balcânica.   Depois, tornou-se membro da Liga dos Comunistas da Iugoslávia (LCY), do Conselho Antifascista para a Libertação Nacional da Iugoslávia (AVNOJ) e da Assembleia Antifascista para a Libertação Nacional da Macedônia (ASNOM).    Na ASNOM, foi secretário do comitê de iniciativa para a sua organização e comissário financeiro no seu presidium.   Em 2 de agosto de 1944, participou da primeira sessão da ASNOM como delegado. 

## Política

### Iugoslávia

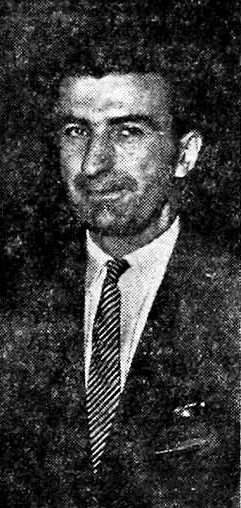
Gligorov em 1965

Após a Segunda Guerra Mundial, Gligorov mudou-se para Belgrado.  Entre 1945 e 1947, ocupou o cargo de Secretário-Geral Adjunto da Presidência do Governo da República Popular Federal da Iugoslávia. Ele então serviu como Ministro Assistente das Finanças de 1947 a 1952. Após este ano, ocupou vários cargos: Presidente Assistente do Conselho Econômico do Governo da República Popular Federal da Iugoslávia de 1952 a 1953, Diretor Adjunto do Gabinete Federal de Planeamento Econômico de 1953 a 1955 e Secretário de Economia - Coordenador do Governo Federal em 1956. 
Como ministro das Finanças, ele promoveu a reforma económica iugoslava precoce.  Gligorov supervisionou a mudança de uma economia centralmente planejada para os duradouros conselhos de trabalhadores iugoslavos. Os gestores e os bancos, e não o Estado, assegurariam a disciplina orçamental, mesmo que isso pudesse colocar os primeiros em conflito com os trabalhadores que deveriam representar. 
Sob a administração de seu antecessor, as empresas se viram carentes de capital e desviaram fundos de seguridade social para comprar melhorias necessárias. Gligorov esperava que a mudança para um sistema de mercado reduzisse temporariamente o consumo de bens de consumo a um nível sustentável, ao mesmo tempo que estimulasse o investimento em sua produção. Os cortes nas despesas públicas tentaram libertar capital de giro para os fabricantes, e um dinar iugoslavo desvalorizado deveria melhorar a sua competitividade nas exportações. 
Ele e seu colega político iugoslavo Boris Kidrič fundaram o Ekonomska politika (Política econômica) em 1952, um jornal semanal de Belgrado, com o objetivo de promover a economia de mercado socialista como uma alternativa à economia centralmente planejada de estilo soviético. O jornal tornou-se muito influente, especialmente entre as grandes empresas iugoslavas, que estavam entre os seus assinantes e apoiantes. 
Na década de 1960, ele tinha a reputação de ser um economista e político liberal que queria implementar reformas orientadas para o mercado.   Juntamente com outro político macedônio, Krste Crvenkovski, ele manifestou-se a favor da descentralização.    Ele pensava que o controlo republicano sobre a formulação de políticas federais era necessário.  Gligorov foi Ministro das Finanças da Iugoslávia de 1962 a 1967. Em 1965, ele foi o co-criador de um programa de mercantilização que nunca foi implementado,  porque o plano foi considerado muito liberal pelo líder iugoslavo Josip Broz Tito.   Neste período, ele também foi um colaborador próximo de Tito. 
Ele e seu filho Vladimir Gligorov publicaram artigos no jornal Ekonomska politika na década de 1970, juntamente com outros economistas, jornalistas, gestores e políticos voltados para a reforma, como Dragiša Bošković, Ljubomir Madžar, Ante Marković, Jože Mencinger, Stjepan Mesić, Milutin Mitrović, Marko Nikezić, Latinka Perović, Žarko Puhovski, Dragan Veselinov e Veselin Vukotić, a maioria dos quais influenciaram o pensamento econômico e político iugoslavo.  Gligorov ocupou vários outros cargos de alto escalão no establishment político da República Socialista Federativa da Iugoslávia, incluindo como membro da presidência do estado iugoslavo e da presidência do partido (para o 9º e 10º mandatos eleitorais),  bem como Presidente da Assembleia da República Socialista Federativa da Iugoslávia de 15 de maio de 1974 a 15 de maio de 1978.  Na década de 1980, Gligorov foi um crítico das causas subjetivas das dificuldades econômicas da Iugoslávia. Ele opinou que as dificuldades decorriam da "supressão das leis de mercado e da operação de uma forma subjectivista, na qual os objectivos e planos sociais e económicos eram formulados não com base nas nossas possibilidades realistas, mas sim no que a nossa sociedade socialista gostaria de alcançar".  Em 1989, foi conselheiro do plano de reforma económica de Ante Marković, que consistia na liberalização econômica, na privatização, na desvalorização do dinar iugoslavo e na sua indexação ao marco alemão, tornando-o convertível.   

### Macedônia
Ele retornou a Skopje em 1989.  Em Fevereiro de 1990, juntou-se ao Fórum Macedónio para a Preparação de um Programa Nacional Macedónio.  Gligorov participou ativamente dos trabalhos deste fórum, juntamente com Vladimir Gligorov,  que discutiu o estatuto da Federação Jugoslava e da República Socialista da Macedônia. Após a promulgação da Declaração de Soberania do Estado em 25 de janeiro de 1991 e uma iniciativa de um grupo de proeminentes políticos e intelectuais liberais chamados de "Jovens Leões",  Gligorov foi eleito presidente da SR Macedônia por uma grande maioria na Assembleia da Macedônia em 27 de janeiro, sucedendo Vladimir Mitkov.    Ljubčo Georgievski, então líder do VMRO-DPMNE, foi eleito para servir como vice-presidente da Macedônia, mas renunciou ao cargo em outubro de 1991, reclamando que ele e seu partido eram politicamente marginalizados, apesar de serem a maior facção política.  Gligorov dedicou-se à concretização de um plano de três pontos: a preservação da Iugoslávia através de uma resolução pacífica da crise; a criação de uma democracia parlamentar com a adopção de uma nova constituição e a promoção dos direitos das minorias nacionais. 
Em 7 de março, ele confiou o mandato a Nikola Kljusev para formar o primeiro governo.  No mesmo ano, Gligorov, juntamente com Alija Izetbegović, apresentou a ideia de uma "confederação iugoslava" (que foi fortemente apoiada pela comunidade internacional),  mas foi rejeitada pelos outros estados da Iugoslávia.   Assim, a sua política de preservação da Jugoslávia como uma confederação falhou.  Quando ficou claro que a Iugoslávia estava sendo dilacerada, Gligorov e os outros líderes decidiram iniciar um referendo pela independência em 8 de setembro de 1991. Muitos cidadãos acabaram por optar pela independência, embora o referendo também tenha sido boicotado por muitos membros das comunidades étnicas sérvia e albanesa do país.  Sob seu governo, a Macedônia se tornou o único estado que se separou da Iugoslávia pacificamente.  Após a independência, ele se tornou o primeiro presidente da República independente e soberana da Macedônia.  Posteriormente, Gligorov trabalhou para obter o reconhecimento internacional da Macedónia.  
A nível interno, Gligorov enfrentou o desafio de encontrar um equilíbrio entre duas forças políticas opostas - a Organização Revolucionária Interna da Macedônia - Partido Democrático para a Unidade Nacional da Macedônia (VMRO-DPMNE) e o Partido Albanês para a Prosperidade Democrática (PDP).  Ele tentou equilibrar as exigências de exclusão dos nacionalistas com as exigências de inclusão dos partidos étnicos albaneses.  Gligorov era da opinião de que os albaneses, um grupo étnico substancial no país, teriam sempre uma participação no governo da Macedónia e apoiou firmemente a partilha do poder com eles.   Depois que o governo de Kljusev não conseguiu obter reconhecimento internacional em 1992, ele pediu a Georgievski que formasse um novo governo, mas ele falhou. Gligorov então deu o mandato a Branko Crvenkovski, que formou um governo de coalizão, que também incluía dois partidos étnicos albaneses, como o Partido para a Prosperidade Democrática e o Partido Nacional Democrático. Sob a sua supervisão, Crvenkovski e os líderes dos partidos étnicos albaneses trabalharam em conjunto para resolver as questões que dividiam os macedónios e os albaneses étnicos. 
Economicamente, ele estava a conduzir a Macedónia para a privatização económica total, ao mesmo tempo que tentava chegar a acordos com instituições financeiras internacionais para receber fundos para a transição económica.  Em 1992, negociou com sucesso a retirada do Exército Popular Iugoslavo (JNA) do solo macedónio.  Devido às preocupações de que as Guerras Iugoslavas se espalhassem para a Macedónia, ele solicitou a presença de forças de paz da ONU, que foram enviadas mais tarde.  Como resultado da disputa pela nomenclatura da Macedônia, a República da Macedônia foi admitida nas Nações Unidas sob a referência "antiga República Iugoslava da Macedônia". Gligorov fez seu primeiro discurso perante a Assembleia Geral das Nações Unidas em 7 de abril de 1993.  Nas eleições gerais, foi reeleito Presidente da República por maioria de votos, em 16 de Outubro de 1994.  Em 12 de Setembro de 1995, assinou o Acordo Provisório para a normalização das relações com a Grécia na Sede das Nações Unidas.  Em 2 de outubro, em Belgrado, ele assinou um acordo de reconhecimento com a República Federal da Iugoslávia. Em 1998, Georgievski tornou-se primeiro-ministro da Macedónia.  A eleição para o sucessor de Gligorov ocorreu apenas alguns dias antes do fim de seu mandato. Ele serviu como presidente até 19 de novembro de 1999 e foi sucedido por Boris Trajkovski.  Após sua presidência, ele se aposentou da política. 

## Tentativa de assassinato

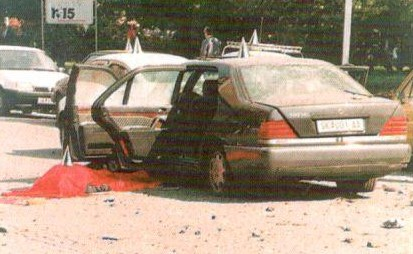
Carro presidencial de Gligorov após a tentativa de assassinato

Em 3 de outubro de 1995, Gligorov foi alvo de uma tentativa de assassinato com carro-bomba em Skopje . Desobedecendo às instruções dos seus conselheiros de segurança para se sentar no banco de trás do seu carro presidencial, sentou-se ao lado do seu motorista.  Enquanto viajava de sua residência para seu escritório, o carro foi destruído por uma explosão vinda de um veículo estacionado, matando seu motorista e um transeunte, além de ferir vários outros transeuntes e seu segurança. Gligorov ficou gravemente ferido e foi imediatamente transportado para o hospital.    O carro estacionado continha um explosivo que foi ativado remotamente.  Duas pessoas na faixa dos vinte e poucos anos foram presas imediatamente após o incidente. 
Foi iniciada uma investigação sobre a tentativa de assassinato e policiais experientes em investigações de terrorismo da Grã-Bretanha, Estados Unidos, Grécia e Alemanha também vieram à Macedônia para participar.  Não foram identificados suspeitos e não houve progresso na investigação.  No entanto, houve especulações de curta duração sobre quem poderiam ser os culpados. Pouco depois do atentado, o Ministro do Interior Ljubomir Frčkovski afirmou publicamente que "uma poderosa empresa multinacional de um país vizinho" estava por trás da tentativa de assassinato,  com a comunicação social macedónia a apontar o Multigrupo Búlgaro e o Serviço Secreto Sérvio como possíveis suspeitos.   Durante uma reunião entre o chefe do Multigrupo Iliya Pavlov e Gligorov em Ohrid, Pavlov garantiu a Gligorov que sua organização não estava envolvida. 
Gligorov ficou incapacitado até 17 de novembro de 1995.  Ele ficou permanentemente cego de um olho e ficou com cicatrizes no rosto como resultado do ataque.  Stojan Andov foi presidente interino durante a recuperação de Gligorov.  Após vários meses de tratamento, em 10 de Janeiro de 1996, Gligorov regressou à sua presidência. 

## Vida pessoal e morte

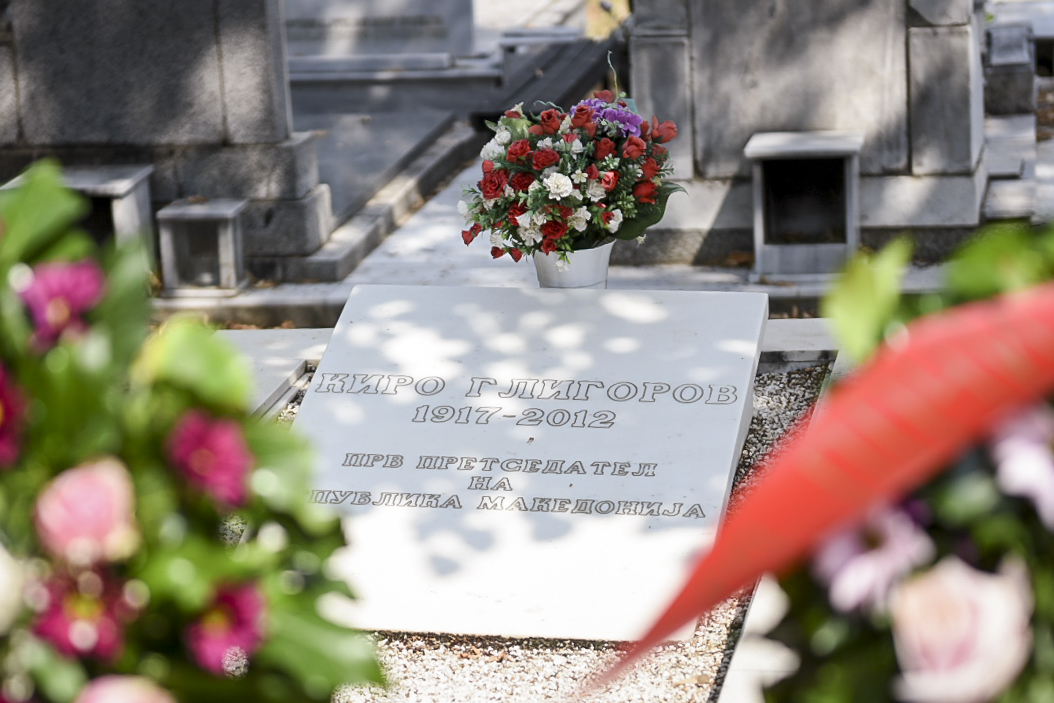
Túmulo de Gligorov no cemitério Butel em Skopje.

Em outubro de 1943, Gligorov casou-se com Nada Misheva, que morreu em 2009.   Eles tiveram um filho e duas filhas.  Seu filho, Vladimir Gligorov, foi um dos fundadores do Partido Democrata na Sérvia.  Após sua aposentadoria da política, ele escreveu várias memórias e fundou a Fundação Kiro Gligorov para publicar suas obras, manter seus arquivos e servir como um grupo de reflexão com interesse em estudar o desenvolvimento de sociedades multiétnicas.    Em uma entrevista para o Vjesnik em 22 de março de 2001, ele rejeitou as demandas albanesas por maiores direitos, alegando que eles já tinham direitos suficientes, bem como a necessidade de a língua albanesa ser declarada língua oficial em áreas onde poucos albaneses vivem. Ele também apoiou uma solução militar para a insurgência na Macedônia.   De 2004 a 2005, foi membro da comissão internacional sobre os Balcãs, chefiada pelo ex-primeiro-ministro italiano Giuliano Amato. 
Em resposta às alegações das organizações políticas e da diáspora macedônias de descendência direta de Alexandre o Grande,  Gligorov afirmou várias vezes que os macedônios étnicos não têm qualquer relação com os antigos macedônios, bem como que são um povo eslavo do sul.  Em uma entrevista ao Toronto Star em 15 de março de 1992, ele disse: "Somos macedônios, mas somos macedônios eslavos. É isso que somos! Não temos nenhuma conexão com Alexandre, o Grande, e sua Macedônia. Os antigos macedônios não existem mais, eles desapareceram da história há muito tempo. Nossos ancestrais chegaram aqui no século V e VI (D.C)."   Entre seus associados e pesquisadores internacionais, ele ganhou o apelido de "a Raposa" devido à sua perspicácia política e habilidade diplomática.    Pesquisadores internacionais também o viam como um político moderado.   
Kiro Gligorov foi o mais antigo funcionário político macedônio.  Em novembro de 1999, quando seu segundo mandato presidencial terminou, ele tinha 82 anos. Gligorov morreu aos 94 anos em 1 de janeiro de 2012 em Skopje, durante o sono.    A seu pedido, o funeral foi privado, com a presença apenas de sua família mais próxima.  Alguns altos funcionários e académicos, como o então presidente macedónio Gjorge Ivanov e o Chefe do Estado-Maior General Gorančo Koteski, vieram prestar as suas homenagens antecipadamente.  Ele foi enterrado no município de Butel, Skopje. 

## Memórias
Gligorov é autor das seguintes memórias: 
- Македонија е сè што имаме (Makedonija e se što imame; Macedônia é tudo o que temos; 2000)
- Атентат - ден потоа (Atentat - den potoa; Assassinato – o dia seguinte; 2002)
- Виорни времиња, Република Македонија – реалност на Балканот ( Viorni vreminja, Republika Makedonija – realnost na Balkanot; Tempos tempestuosos, República da Macedônia – uma realidade nos Bálcãs; 2004)
- Сите југословенски (стопански) реформи (Site jugoslovenski (stopanski) reformi; Todas as reformas (econômicas) iugoslavas; 2006)

## Honras e legado
Gligorov ganhou vários prêmios e reconhecimentos internacionais por sua gestão e regulamentação bem-sucedidas e construtivas das relações internacionais do estado macedônio.  Após um discurso na Universidade de Pittsburgh, nos Estados Unidos, ele recebeu um doutorado honorário em 21 de setembro de 1997. Foi-lhe atribuído o Prémio Mediterrâneo da Paz em 5 de janeiro de 1998, em Nápoles.   Em 2005, ele se tornou a primeira pessoa a ser condecorada com a mais alta honraria da República da Macedônia: a Ordem da República da Macedônia.  Em 2011, ele recebeu o prêmio pelo conjunto da obra da Diáspora Unida da Macedônia. 
Outras honrarias recebidas por Gligorov incluem: 
- Ordem da Estrela Iugoslava com Faixa (Data desconhecida)
- Ordem da Fraternidade e Unidade com Coroa de Ouro (Data desconhecida)
- Ordem do Trabalho com Bandeira Vermelha (Data desconhecida)
- Grande Condecoração de Honra em Prata com Faixa da Condecoração de Honra por Serviços à República da Áustria (1968)[114]
- Ordem da República da Macedônia (2005)[115]
- Medalha Jubilar "65 Anos da Vitória na Grande Guerra Patriótica 1941–1945" (2010)[116]

Em 2017, ele foi homenageado postumamente com a Ordem de "São Nicolau" (St. Nikola) pelo Município de Štip.   Em Skopje, uma das avenidas leva seu nome. Uma estátua dele está presente no Monumento ao Presidium da ASNOM.  